# Kepler-5
Kepler-5 is een ster in het sterrenbeeld Zwaan (Cygnus). De ster is van het type F en heeft één bevestigde exoplaneet. De ster is groter dan de Zon en ligt op een afstand van 3012 lichtjaar. 

## Planetenstelsel
Het planetenstelsel van de ster werd ontdekt door de Kepler-ruimtetelescoop van NASA en bevestigd in 2010. Toen werd de exoplaneet bevestigd door middel van transitiefotometrie. Kepler-5b hoort samen met Kepler-4b, Kepler-6b, Kepler-7b en Kepler-8b tot de eerste vijf exoplaneten die door de Kepler-ruimtetelescoop gevonden werden.
| Planeet | Massa    | Halve lange as (AE) | Omlooptijd (dagen) | Excentriciteit | Straal   |
| ------- | -------- | ------------------- | ------------------ | -------------- | -------- |
| b       | 2,111 MJ | 0,0538              | 3,55               | 0              | 1,426 RJ |

## Afbeeldingen

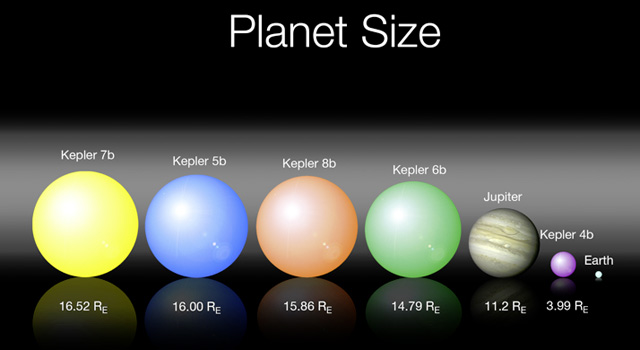
Keper-5b vergeleken met andere planeten